# Электрогидрогенез
Электрогидрогенез или биокатализируемый электролиз — процесс производства газообразного водорода из органических веществ, разлагаемых бактериями. В этом процессе используется модифицированный топливный элемент, содержащий органические вещества и воду. Используется небольшое количество электроэнергии (0,2-0,8 В). Сообщается, что может быть достигнута общая энергоэффективность 288 % (относительно количества используемой электроэнергии, отработанное тепло снижает общую эффективность). Об этой работе сообщили Ченг и Логан.